# Östlig grå kuskus
Östlig grå kuskus (Phalanger intercastellanus) är en pungdjursart som beskrevs av Oldfield Thomas 1895. Phalanger intercastellanus ingår i släktet kuskusar och familjen klätterpungdjur. IUCN kategoriserar arten globalt som livskraftig. Inga underarter finns listade.
Pungdjuret förekommer på sydöstra Nya Guinea och på mindre öar i samma region. Arten vistas i låglandet och på bergstrakter som är upp till 1 250 meter höga. Habitatet utgörs av tropiska regnskogar och djuret kan även hittas i människans trädgårdar.